# Dilauroylperoxide
Dilauroylperoxide is een organische verbinding met als brutoformule C24H46O4. De stof komt voor als een wit ontvlambaar poeder, dat onoplosbaar is in water. Handelsnamen van dilauroylperoxide zijn Laurox W 40, Luperox LP (voorheen Alperox F) en LYP97.

## Toepassingen
Dilauroylperoxide wordt, evenals soortgelijke organische peroxiden, gebruikt als bron van vrije radicalen voor het initiëren van polymerisatiereacties die volgens een radicalair mechanisme verlopen; onder meer voor de productie van polystyreen, pvc en polymethylmethacrylaat. Het is ook een crosslinker voor rubber en elastomeren.
Het wordt ook gebruikt als bron van waterstofperoxide in wasbleekmiddelen.

## Toxicologie en veiligheid
Verhitting van de stof kan een hevige verbranding of ontploffing teweegbrengen. Dilauroylperoxide is een sterk oxidatiemiddel en reageert met brandbare en reducerende stoffen, waardoor brand- en ontploffingsgevaar ontstaat.